# Gasparia nava
Gasparia nava là một loài nhện trong họ Toxopidae.
Loài này thuộc chi Gasparia. Gasparia nava được miêu tả năm 1970 bởi Raymond Robert Forster.